# La sfida del secolo
La sfida del secolo è un libro scritto da Piero Angela in collaborazione con Lorenzo Pinna sul problema dell'energia. Composto in forma di dialogo per rendere più scorrevole la lettura, La sfida del secolo intende lanciare un appello ai politici, ai media e ai cittadini, perché si dedichino con urgenza alla sfida improcrastinabile di trovare nuove fonti di energia, dato che quelle attuali sono oramai in via di estinzione.

## Struttura del libro
Secondo Angela, per capire il mondo in cui viviamo bisogna capire l'energia: la gente non si renderebbe conto che tutto ciò di cui usufruiamo ha un prezzo. Se venisse a mancare l'energia di cui attualmente disponiamo, si tornerebbe praticamente a una società contadina arcaica: 
(Introduzione, pag. 9)

### I combustibili fossili
Nei primi capitoli Angela si sofferma sui combustibili fossili (petrolio, carbone, gas). Il mondo moderno va avanti grazie all'energia fornita soprattutto da queste fonti. 
Il problema riguarda in particolare il petrolio: per ogni due barili di petrolio consumato, infatti, oggi se ne scopre solo uno nuovo. Secondo Angela, tra non molto tempo dovrebbe verificarsi il cosiddetto "picco del petrolio", quando cioè la domanda supererà l'offerta: a quel punto ci sarà una concorrenza sempre più agguerrita per accaparrarsi le riserve rimaste, con costi sempre più alti e inevitabili ricadute geopolitiche, dato che molti giacimenti si trovano in zone critiche e instabili come il medio Oriente. I mercati del petrolio entreranno quindi in agitazione ben prima che si esaurisca del tutto l'ultima goccia, tanto più che adesso stanno entrando in scena anche i colossi asiatici, come l'India e la Cina, giganti sempre più affamati di energia.
La situazione del gas è invece più confortante, dato che ce ne sono ancora parecchie riserve, e il "picco" dovrebbe verificarsi tra circa 30 anni. Il problema del gas riguarda però soprattutto i trasporti, che sono molto costosi, ed avvengono o tramite lunghi gasdotti, oppure tramite apposite navi metaniere: in quest'ultimo caso il metano andrebbe prima liquefatto portandolo a bassissime temperature, e poi una volta giunto a destinazione andrebbe riportato allo stato gassoso mediante dei rigassificatori, che in Italia sono pochissimi e oltretutto sono in genere mal visti dalle popolazioni presso cui andrebbero costruiti.
Più promettente è la situazione del carbone, le cui riserve sembra potranno durare addirittura per 200 anni (ai ritmi di consumo attuali). I costi sono bassi, ma c'è il problema dell'inquinamento, molto maggiore rispetto a quello di gas e petrolio. Ci sono ragionevoli speranze, però, che la tecnologia riesca a ridurlo del tutto, riuscendo persino a riciclare delle scorie tutt'oggi inutilizzate aumentando così notevolmente le sue potenzialità energetiche. Già adesso comunque la tecnologia ha reso il carbone assai più "pulito" rispetto a un secolo fa.

### I benefici e i danni procurati dall'energia

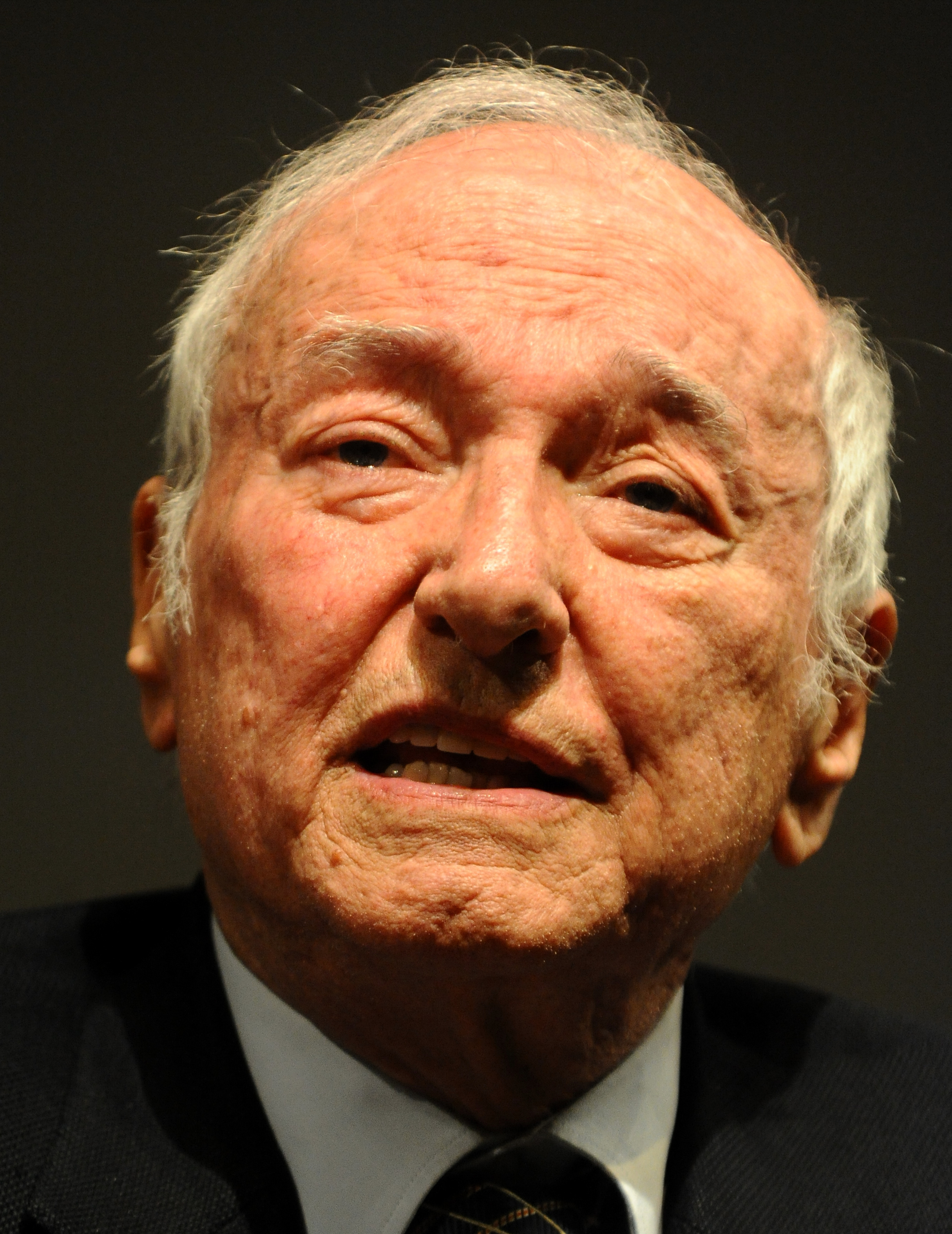
Piero Angela a Trento per la presentazione de La sfida del secolo

Nei capitoli successivi, prima di passare all'esame di altre fonti, Angela fa una panoramica generale sul "ruolo invisibile" che svolge l'energia nella nostra società, soffermandosi anche sulla situazione dell'Italia e sul numero dei danni che le varie fonti possono produrre. Egli spiega come tutti i settori della società moderna assorbono energia, sia diretta che indiretta. Basti pensare ad esempio alle operazioni per produrre un singolo libro di scuola, che richiede: abbattimento di alberi, trasporto tramite camion alle cartiere, trasformazioni, trasferimento alle tipografie, uso di inchiostri, colori e colle, eccetera, senza contare il combustibile per i camion, fabbriche per costruire tali camion, elettricità per la stampa, officine per fabbricare macchine stampanti, cibo ed energie di supporto per gli addetti ai lavori, ecc. 
Ogni singolo processo ha insomma dietro di sé una lunga catena energetica. È per questo che in nessuna civiltà del passato sono potuti esistere tanti mestieri, tipici del settore terziario: tutti vanno avanti solo perché le macchine-energia hanno moltiplicato la capacità di produrre per loro cibo e oggetti. Nel passato, invece, all'incirca due persone su tre erano costrette a zappare la terra e mungere le mucche per mancanza di macchine che facessero automaticamente tutto il lavoro. Lo sviluppo tecnologico dovuto all'abile sfruttamento di fonti energetiche ha reso superfluo l'impiego di tante persone non solo nell'agricoltura, ma anche nell'industria. 

Tutto questo però ha aumentato il grado di vulnerabilità delle persone, rendendole meno autonome e sempre più dipendenti dalla catena energetica mondiale: 
(Il ruolo invisibile dell'energia, pag. 78)
 Per questo motivo la scarsità di energia è un problema cruciale che andrebbe affrontato seriamente, ma in Italia mancano completamente delle politiche lungimiranti che lo affrontino: si va avanti alla giornata, senza progetti a lungo termine.
La situazione dell'Italia di certo non è buona: dipendiamo dall'estero per l'80% dell'energia che consumiamo. La produzione nazionale di energia consiste in fonti idroelettriche, geotermia, piccole percentuali di biomasse, di eolico e di solare. Per l'idroelettrico e la geotermia difficilmente si potrà riuscire a incrementare quel poco che si produce, dato che si è ormai arrivati a raschiare il fondo del barile. All'inizio del miracolo economico italiano sembrava che il nucleare potesse essere la soluzione al problema energetico: l'Italia allora era il terzo paese al mondo per produzione di energia elettro-nucleare, con tre centrali nucleari in funzione. C'erano piani per incrementare questa produzione, ma poi l'incidente di Chernobyl ha fermato tutto. E il fatto curioso è che dopo vent'anni continuiamo a usare energia nucleare non nostra, ma francese, svizzera e slovena. Sull'episodio di Chernobyl Angela aggiunge che i nostri reattori erano molto più sicuri di quelli sovietici, dove nell'incidente furono determinanti particolari difetti progettuali ed errori umani. Quantificare i morti di Chernobyl non è facile, perché almeno il 25% dei decessi per tumori e leucemie avviene anche senza incidenti nucleari. Probabilmente piccole dosi di radiazioni, differite nel tempo, fanno aumentare il rischio di decessi, ma non c'è nulla di sicuro. Anche perché siamo tutti immersi in un fondo naturale di radioattività; a Roma ad esempio la dose di radioattività sembra essere addirittura più alta di quella di Černobyl'.
Il nucleare tra l'altro fa più notizia, mentre del gran numero di morti provocate da gas, petrolio e carbone si parla poco. Eppure il carbone è la fonte in assoluto che provoca il numero più alto di vittime, spesso differite nel tempo. Anche gas e petrolio (il cosiddetto Chanel nº 5) provocano incidenti mortali, soprattutto a seguito di esplosioni e incendi agli impianti. E il fatto che i composti cancerogeni emessi da questi combustibili fossili non facciano ticchettare nessuno strumento non vuol dire che non esistano. Anche l'idroelettrico ha fatto molti danni (si pensi al disastro del Vajont). Angela spiega a questo punto come i rischi legati alle varie fonti di energia vengano percepiti diversamente e spesso in maniera distorta. Per questo le scelte in campo energetico andrebbero fatte secondo criteri razionali, tenendo presente come ognuna abbia i suoi vantaggi e i suoi svantaggi. Spesso invece ci si lascia guidare dall'emozione del momento. La gente inoltre sembra preoccuparsi meno dei rischi che ha sotto gli occhi e crede di poterli controllare, come i pericoli della guida al volante, o del fumo di sigaretta, o degli ossidi di azoto prodotti dal metano della propria cucina, di cui vede solo i benefici; mentre non accetta i rischi "imposti", come nel caso delle centrali elettriche o degli inceneritori, nonostante essi permettano di vivere con tutte le comodità e di avere i rifiuti smaltiti. Si tratta del fenomeno NIMBY, acronimo di not in my back-yard (non nel mio giardino), che ha paralizzato la costruzione di numerose opere in Italia, a causa dell'ostruzionismo delle popolazioni locali. Eppure non si possono fare scelte in contraddizione tra loro: se si vuole l'energia, occorre anche accettare gli inconvenienti che essa implica; spesso ci si comporta invece come se l'energia fosse infinita e il pianeta capace di metabolizzare per sempre tutti gli inquinanti che gli riversiamo.

### Il nucleare
Piero Angela passa quindi a esaminare da vicino la situazione del nucleare. L'energia nucleare è alimentata ad uranio, di cui ci sono grandi disponibilità, e il cui costo è molto più basso rispetto al petrolio. Il vero costo dell'elettricità nucleare in effetti sono le centrali, cioè i soldi che occorrono per costruire reattori, sistemi di sicurezza, di contenimento, ecc. Il costo consiste quindi nei tassi di interesse per recuperare tali investimenti, il che avviene all'incirca in un periodo di 5-10 anni.
I reattori oggi utilizzati sono molto sicuri: vengono fatti funzionare con dell'acqua che funge da "moderatore", cioè una sostanza che permette l'innesco della reazione nucleare. Dato che il reattore produce molto calore, l'acqua serve anche a raffreddarlo. Se per un incidente l'acqua non dovesse più arrivare a raffreddarlo, la mancanza d'acqua provocherebbe pure l'arresto automatico del reattore stesso. E anche se i prodotti radioattivi della fissione dell'uranio continuano pur sempre a produrre calore, si innesca un sistema di emergenza azionato da una caduta di acqua per forza di gravità: la sicurezza quindi è garantita da semplici leggi naturali sempre valide, e non da interventi umani che potrebbero fallire. Inoltre, a differenza di quello di Černobyl', tutto il reattore è chiuso dentro un doppio cupolone di cemento armato che evita anche le più piccole fughe di radioattività e sa resistere persino ad eventuali attacchi terroristici.
Angela spiega quindi che dell'uranio grezzo estratto in natura solo lo 0,7% può essere usato nei reattori. Per utilizzarlo bisogna prima arricchirlo, cioè portarlo ad una concentrazione del 3-5% (l'arricchimento che serve per le bombe atomiche è tutta un'altra cosa, in tal caso andrebbe portato all'85%). Il restante tipo di uranio è considerato una scoria, ma potrebbe essere trasformato anch'esso in combustibile diventando plutonio, tramite passaggi più complicati con cui si riuscirebbe addirittura a produrre più combustibile di quanto se ne consuma. In tal modo l'uranio diverrebbe una risorsa quasi illimitata e gratuita, ma per ora i reattori in grado di usarlo sono solo dei prototipi.
Il problema del nucleare è soprattutto quello delle scorie, che però sono relativamente poche; ad esempio, una centrale da 1000 megawatt ne produce solo 3 metri cubi in un anno. Per renderle inoffensive vengono rinchiuse dentro barriere multiple: prima dentro materiali insolubili come vetro o ceramica, poi dentro contenitori di acciaio speciale, e infine portati in strutture geologiche profonde e impermeabili, come i depositi di salgemma. Certamente i costi dello smantellamento sono alti, ma differiti nel tempo, e quindi sempre più convenienti del petrolio.
C'è infine la speranza della fusione nucleare (il cosiddetto "motore delle stelle"), diversa dalla fissione vista finora, dove invece di spezzare gli atomi li si fondono insieme. È un progetto ancora di là da venire, che risolverebbe d'un colpo non solo tutti i problemi energetici ma anche di inquinamento, dato che gli elementi necessari per la fusione si ricavano dal mare (il deuterio) e dalla crosta terrestre (il litio): sono abbondantissimi e non radioattivi. Il problema sarebbero solo le altissime temperature a cui questi elementi andranno portati.

### Le fonti rinnovabili
Per quanto riguarda le fonti rinnovabili, come il sole, il vento, o le biomasse, anche qui ci sono i pro e i contro. Il lato debole delle energie rinnovabili è il fatto che sono discontinue e intermittenti, perché dipendono dalle condizioni meteorologiche: ciò comporta che il sistema di distribuzione di energia elettrica (che deve saper gestire la richiesta di elettricità a seconda dei picchi di richiesta nell'arco della giornata) può avere dei buchi, cioè dei black out. È stato calcolato che il contributo massimo che queste fonti possono fornire, senza creare problemi alla rete, è solo del 10%.
Angela le passa in rassegna una per una, cominciando dalle maree italiane, che però sono troppo piccole perché si possa sfruttare il moto delle onde marine.
Anche la situazione del vento in Italia non è molto sfruttabile, perché la penisola non è tanto ventosa (rispetto ad esempio ad altri paesi che si affacciano sugli oceani). E inoltre sarebbe impossibile sfruttare tutto il potenziale, perché spesso le torri eoliche andrebbero installate in luoghi inaccessibili o di forte richiamo turistico. Anche per l'eolico, tra l'altro, si ripresenta il fenomeno NIMBY, stavolta per ragioni estetiche: le popolazioni locali infatti spesso non accettano di veder deturpato il paesaggio dei luoghi dove abitano. E le pale delle eliche fanno anche rumore e possono creare interferenze nelle telecomunicazioni. Né si può costruirle sul mare, perché i nostri fondali sono troppo profondi.
Riguardo al solare (escludendo i pannelli solari termici, utilissimi ma che servono solo a scaldare  l'acqua per gli usi domestici), ci sono due modi per produrre energia: 
- con un impianto solare termodinamico, che ha bisogno di meccanismi complicati per orientare gli specchi verso il Sole man mano che questo si sposta, e si sono rivelati molto deludenti;
- con un impianto fotovoltaico, che è una semplice superficie di silicio: è promettente ma è molto costoso, e può sfruttare solo il 18% dell'energia solare. Ciò significa che per produrre una quantità sufficiente di elettricità occorrono superfici molto vaste, che in Italia non abbiamo. È stato calcolato che per sostituire l'uso dei combustibili fossili occorrerebbe costruire celle fotovoltaiche su una superficie grande quanto l'Umbria (circa 7000 km²) senza contare corridoi e piazzole per la manutenzione, accumulatori e centrali per compensare la discontinuità del solare, ecc. E poi c'è la notte, durante la quale le celle restano inattive. Fatti i conti, emerge come il contributo del fotovoltaico è troppo piccolo, e non potrà mai sostituire i combustibili fossili. Il vantaggio può consistere però in un minor inquinamento (se si esclude il processo di costruzione delle celle stesse), e un pur sempre modesto risparmio di altri tipi di energia.

Anche per le biomasse, cioè l'energia prodotta dalle piante, occorrerebbero superfici enormi da dedicare alla coltivazione. Il Brasile è un paese che produce molto etanolo, il comune alcol del vino, che per il 20% viene addizionato alla benzina. Ma pensare di  far muovere il parco macchine italiano a etanolo è impossibile. In Italia, al massimo, si può cercare di arrivare a mezzo milione di ettari da coltivare a cereali, così almeno si risparmierebbe il 5% della benzina. Poi c'è il biodiesel, un prodotto chimico derivato da oli vegetali, che però ha una resa ancora più bassa del bioetanolo. Infine Angela aggiunge che le biomasse sono usate anche per produrre elettricità, semplicemente bruciando i residui agricoli o industriali, e in tal caso i famigerati inceneritori avrebbero una doppia utilità: smaltire rifiuti e produrre energia.

### Costi e bilanci
Ogni energia ha dei costi non solo in termini economici, ma anche di salute, di inquinamento, e di guerre per procurarsi le materie prime. Dovendo fare un bilancio per calcolare su quali energie conviene puntare, occorre tener presente di tutti questi fattori: le fonti rinnovabili e nucleari non emettono fumi o polveri, e non hanno tutti gli altri inconvenienti dei combustibili fossili. Il problema oggi riguarda soprattutto l'effetto serra. Ma la gente sembra non preoccuparsi del futuro: l'Italia, che sottoscrivendo il protocollo di Kyoto si è impegnata a ridurre le emissioni di gas serra del 6,5% rispetto al 1990, finora (invece di ridurle) le ha addirittura aumentate dell'11,5% !
La gente continua a sprecare le energie come se queste fossero illimitate; ma poiché siamo su un pianeta che ha risorse finite, è abbastanza evidente che la crescita non potrà continuare all'infinito.
Per mantenere in pareggio la bilancia dei costi e benefici, Angela offre tre suggerimenti:
- puntare sulle energie rinnovabili, ma senza pretendere troppo;
- non immettere nell'ambiente inquinanti che superino la sua capacità di assorbirli;
- non aumentare l'uso delle risorse non rinnovabili.

E per cercare di migliorare la situazione energetica suggerisce:
1. puntare sulla ricerca scientifica per migliorare l'efficienza energetica ed evitare gli sprechi inutili;
2. diminuire drasticamente le emissioni di sostanze inquinanti, anche a costo di qualche sacrificio;
3. impegnarsi affinché i paesi in via di sviluppo non ripetano le stesse fasi inquinanti del nostro sviluppo occidentale.

E poi costruire ad esempio case coibentate, cioè con un buon isolamento termico; acquistare automobili più efficienti, mentre invece oggi le macchine sono spesso sovradimensionate rispetto alle nostre esigenze (si pensi ai tanto inutili SUV). Si parla tanto anche dell'idrogeno, ma Angela ricorda che non si tratta di una fonte energetica, bensì di una tecnologia: non se ne trova in natura, per produrlo occorre spendere energia, comunque può servire per usare le altre fonti in modo pulito. Per questo l'idrogeno potrebbe essere usato molto vantaggiosamente come carburante per le automobili, e sarebbe una benedizione per le nostre città. Purtroppo i costi dell'idrogeno sono alti, ma si spera in futuro di riuscire a costruire dei batteri artificiali in grado di estrarre l'idrogeno dall'acqua. Anche certe alghe sembrano promettenti per arrivare a produrlo biologicamente.

### Il caso Italia
L'Italia è un paese privo di energie e materie prime. Per inserirsi nella lotta ad accaparrarsi risorse energetiche occorrerebbe sapersi sviluppare nei settori più avanzati, in modo da avere qualcosa da offrire in cambio, ma purtroppo abbiamo perso parecchi treni in questi campi. Negli anni sessanta c'erano le premesse per uno sviluppo in tecnologie strategiche, come la Olivetti e la Montecatini, e primeggiavamo in due grandi settori: la microelettronica e la chimica, ma anche nella farmaceutica, nel nucleare, nell'aeronautica, nelle telecomunicazioni. Oggi tutti questi settori ad alta tecnologia o sono scomparsi, o sono finiti in mano allo straniero, e così il massimo che abbiamo sono settori a media-bassa tecnologia, settori cioè poco competitivi, che non possiamo far valere sul mercato dell'energia. Inoltre abbiamo imprese troppo piccole, con richiesta di manodopera poco qualificata, che rendono difficili gli investimenti in ricerca e le innovazioni.
Per migliorare le cose occorre puntare sulla  ricerca scientifica, valorizzando di più i nostri cervelli, ed individuando almeno un settore strategico ad alta tecnologia nel quale inserirsi. La cosa peggiore sarebbe navigare a vista; occorre invece sapersi prefiggere almeno un obiettivo sicuro, e impegnarsi al massimo per raggiungerlo, finalizzando ad esso la scuola e la ricerca. È quello che hanno fatto paesi come la Finlandia e l'Irlanda. Occorre istruire e preparare i giovani a vivere in un mondo competitivo, con programmi di insegnamento migliori di quelli attuali. Il ritardo educativo della scuola italiana è grave soprattutto nel settore della matematica.
Si parla tanto di come distribuire la ricchezza in modo più equo e solidale, ma si dimentica spesso che per poter essere distribuita la ricchezza va prima prodotta. E per produrla occorre investire in ricerca, innovazione, energia, educazione, ecc. La torta della ricchezza italiana invece sta diventando sempre più piccola.
Eppure l'Italia è piena di talenti e di intelligenze, basta farle emergere con una cultura che premi il merito, valorizzando ad esempio il "petrolio" che abbiamo, cioè l'immenso patrimonio artistico lasciatoci in eredità dai nostri avi.

### Prospettive finali
A conclusione del libro Angela esamina la prospettiva dell'energia nel breve, medio, e lungo periodo: nel breve periodo è finita l'era del petrolio a buon mercato; ancora non ci sono problemi di risorse, però stanno aumentando non solo i consumatori, ma anche i consumi. C'è inoltre il problema della rigidità del sistema industriale, per cui le fonti energetiche non sono facilmente intercambiabili. Per spostare il più in là il picco del petrolio si sta pensando che la produzione e il consumo dovrebbero diminuire secondo il tasso di esaurimento, cercando di liberarsi gradualmente dalla dipendenza dal petrolio, sostituendolo man mano con altre fonti.
Nel medio termine sarà forse il carbone a fare la parte del leone, e nel frattempo anche gli scisti e le sabbie bituminose potrebbero compensare la scarsità via via crescente del petrolio. Occorrerebbero però investimenti spropositati per convertire capillarmente tutto il sistema energetico odierno che va avanti a petrolio. Per questo il problema dell'energia non si può gestire giorno per giorno ma va programmato in anticipo. Le fonti rinnovabili potranno dare soltanto un contributo modestissimo: secondo uno studio, da qui al 2030 potranno fornire un incremento solo dell'1% del fabbisogno totale di energia. Ci vorrebbe pertanto un "nuovo progetto Manhattan": solo la ricerca scientifica e la tecnologia ci potranno salvare. E comunque sarebbe folle continuare a sprecare energia in maniera insensata come facciamo oggi: ridurre gli sperperi è attualmente la cosa più urgente.
A lunga scadenza è impossibile fare previsioni, ma si può immaginare un grafico impressionante riguardante la storia dell'umanità, che vede i primi duemila anni senza avvenimenti di rilievo, e poi di colpo l'oscillazione improvvisa di un terremoto: sono gli anni frenetici della nostra epoca, nella quale si consumano in un batter d'occhio tutte le risorse energetiche del pianeta, e dopo la quale c'è l'ignoto. L'unica nota positiva è che a quel punto l'umanità avrà consumato tutti i combustibili fossili e quindi smetterà almeno di inquinare. La speranza allora sarà riposta in soluzioni tuttora fantascientifiche: fusione nucleare (il famoso "motore delle stelle"), miglioramento delle tecnologie solari, idrogeno dai batteri.
Per rendere quindi meno traumatica la fine delle risorse energetiche, in attesa dell'energia del futuro, bisogna cercare assolutamente di spostare più in là la fase di discesa, cioè rallentare il più possibile i tempi del consumo delle fonti oggi ancora disponibili. Lo dobbiamo ai nostri figli. È più facile gestire le situazioni di emergenza quando c'è ancora tempo per farlo, che non quando saremo arrivati con l'acqua alla gola.
Dipende da noi... È come quando si è malati.

Possiamo decidere se rifiutare di curarci.

Oppure possiamo decidere di curarci in tempo, seguendo le terapie necessarie ed evitando che il male avanzi.

In altre parole dipenderà da come e quanto la politica, l'economia, l'informazione e tutti coloro che contano nel nostro paese si impegneranno in questa grande sfida.

Attualmente ciò non avviene?

No. [...]

Ed è per questo che avete scritto questo libro?

Sì. Un piccolo contributo, che speriamo possa essere utile.»
(La scatola di montaggio, pag. 190)

## Edizioni
- Piero Angela e Lorenzo Pinna, La sfida del secolo, Arnoldo Mondadori Editore, 2006,  pp. 191, cap. 11, ISBN 88-04-56071-1.